# Charter (politik)
 For alternative betydninger, se Charter. (Se også artikler, som begynder med Charter)
Et charter er et engelsk frihedsbrev. Det er kendt i forbindelse med Magna Carta, der er det dokument som den engelske overklasse i 1700-tallet brugte til at presse kongen til at afgive magt.